# Генције
Генције (грч. Γένθιος) је био последњи илирски краљ (180.-168. пре Христа). Био је син великог илирског краља Плеурат II из племена Лабеата. Владао је царством Илирије од 180-168. године п. н. е.. Главни град му је био Скадар, а један од главних градова му је био и Љеш.
Генције је имао незгодну нарав, лоше навике и није се знао контролисати. Често је окрутно поступао према својим поданицима. Бојао се да би могао изгубити политичку моћ и престо. У томе је ишао тако далеко да је наредио да убију његовог брата, принца Плеурата. Према другој верзији обојица су намеравала оженити Етуту, кћер Монунија, краља Дарданаца. Након братовог убиства, принцезу је оженио Генције.
Далмати су 180. године п. н. е. прогласили своју независност од његове владавине. Генције се 171. п. н. е. удружио са Римљанима против Македонаца али је две године касније променио мишљење и склопио савез са Персејем Македонским. Чак је наредио да се ухпсе два римска легата и униште градови Аполонија и Дирхакиум (Драч), који су били у савезу са Римом. То је била кобна грешка; Рим је поразио Персеја и 168. п. н. е. послао римску војску од 30.000 војника под вођством Луције Аниција на Скадар. Генције је доживео пораз и читава његова породица је заробљена и одведена у Рим 167. п. н. е. Није познат датум његове смрти. Нестанак Генција значио је и крај краљевства Илира и њихове политичке независности. Рим је анектирао целу Илирију и формирао нову провинцију - Илирикум.